# Daan De Peuter
Daan De Peuter (2 juni 2007) is een Belgisch voetballer die onder contract ligt bij Lierse SK.

## Clubcarrière
De Peuter was tijdens de voorbereiding op het seizoen 2024/25 een van de jongeren die van trainer Christophe Grégoire een kans kregen bij het eerste elftal van Lierse SK. In augustus 2024 mocht hij een eerste contract ondertekenen bij de club.
Op 8 september 2024 maakte De Peuter zijn officiële debuut voor het eerste elftal van de club: in de bekerwedstrijd tegen KFC Houtvenne (3-2-winst) liet Grégoire hem in de 75e minuut invallen voor Victor Daguin. Op 6 oktober 2024 maakte hij zijn debuut in Eerste klasse B: in de 4-0-zege tegen Francs Borains liet Grégoire hem in de 71e minuut invallen. De Peuter was in zijn eerste competitiewedstrijd voor Lierse meteen goed voor een assist: Niklo Dailly kopte een corner van hem tegen de touwen om de 4-0-eindstand vast te leggen. Op 30 oktober 2024 kreeg De Peuter zijn eerste basisplaats voor Lierse: in de bekerwedstrijd tegen STVV, die Lierse met 0-2 verloor, haalde Grégoire hem na een uur aan de kant voor Bryan Adinany.

## Clubstatistieken
| Seizoen         | Club            | Land            | Competitie      | Competitie | Competitie | Beker | Beker | Supercup | Supercup | Europees | Europees | Totaal | Totaal |
| Seizoen         | Club            | Land            | Competitie      | Wed.       | Dlp.       | Wed.  | Dlp.  | Wed.     | Dlp.     | Wed.     | Dlp.     | Wed.   | Dlp.   |
| --------------- | --------------- | --------------- | --------------- | ---------- | ---------- | ----- | ----- | -------- | -------- | -------- | -------- | ------ | ------ |
| 2024/25         | Lierse SK       | Vlag van België | Eerste klasse B | 3          | 0          | 2     | 0     | —        | —        | —        | —        | 5      | 0      |
| Carrière totaal | Carrière totaal | Carrière totaal | Carrière totaal | 3          | 0          | 2     | 0     | 0        | 0        | 0        | 0        | 5      | 0      |

Bijgewerkt op 10 december 2024.
1 Teunckens ·
2 De Schrijver ·
3 Marijnissen ·
5 Laes ·
6 Swinnen ·
8 Van Acker ·
9 S. Limbombe ·
10 De Schryver ·
11 Liongola ·
12 De Smet ·
13 Teunen ·
14 Maes ·
16 Maesen ·
19 Kieboom ·
20 Vanderhallen ·
23 Boone ·
36 Leyssens ·
42 Sampers ·
64 Vanuffelen ·
70 El Touile ·
77 Masaki ·
Naessens ·
Hendrickx ·
Coach: Van Imschoot
· Assistent-coach: Van Kerckhoven